# 유럽 고속도로 36호선
유럽 고속도로 36호선(European Route E36)은 독일의 베를린에서 출발하여 폴란드의 볼레스와비에츠까지 이르는 총 연장 240km의 거리를 이루는 유럽 고속도로 노선이자 국제 E로드 네트워크 노선망이다. E36호선이 통과하는 도시를 살펴보면, 독일에는 베를린을 필두로 하여, 뤼벤, 뤼베나우, 콧부스, 포르스트 등이 있으며, 폴란드에는 자리, 이워바, 볼레스와비에츠 등을 주요 경유지로 삼는다. 다만, 볼레스와비에츠에서는 유럽 고속도로 40호선과 접촉하고 있으며, 해당 도로는 프랑스의 칼레에서 출발하여, 약 8,000 km(5,000 mi) 거리를 이루고 있지만 중간에 크라코프와 리비우를 거쳐 카자흐스탄의 리데르를 지나 중국 대륙의 서부 지역까지 종주하는 거대한 실크로드를 이루게 된다.

## 경로
- 독일
  -  아우토반 113호선 : 베를린 (유럽 고속도로 30호선, 유럽 고속도로 55호선)
  -  아우토반 13호선 : 베를린 - 뤼벤 - 뤼베나우(독일어판, 러시아어판)
  -  아우토반 15호선 : 뤼베나우 - 콧부스 - 포르스트
- 폴란드
  -  국도 제18호선(영어판) : 올시나 -  자리 (폴란드)(폴란드어판, 영어판) - 이워바(폴란드어판, 영어판) - 골니스(영어판)
  -  아우토스트라다 A18(영어판) : 골니스 - 볼레스와비에츠 (유럽 고속도로 40호선)